# راستكو ستويكوفيتش
راستكو ستويكوفيتش (بالسيريلية الصربية: Растко Стојковић) مواليد 12 يوليو 1981 في بلغراد، جمهورية يوغوسلافيا الاشتراكية الاتحادية، هو لاعب كرة يد صربي. يلعب حاليا مع نادي ميشكوف برست لكرة اليد ويحمل الرقم 18. مثل منتخب صربيا لكرة اليد. حقق المركز الثاني في البطولة الأوروبية لكرة اليد للرجال 2012.

## سجل المنافسة
شارك في البطولات التالية:
- بطولة أوروبا لكرة اليد للرجال 2012
- بطولة أوروبا لكرة اليد للرجال 2014

## الميداليات
| الميدالية | المسابقة                           |
| --------- | ---------------------------------- |
| فضية      | بطولة أوروبا لكرة اليد للرجال 2012 |

## روابط خارجية
- راستكو ستويكوفيتش على موقع الاتحاد الأوروبي لكرة اليد (الإنجليزية)
- راستكو ستويكوفيتش على موقع اللجنة الأولمبية الصربية (الصربية)